# Wolfgang Fauth
Wolfgang Fauth (vollständig Eduard Gustav Robert Wolfgang; * 6. Oktober 1924 in Detmold; † 18. November 2020 in Göttingen) war ein deutscher Klassischer Philologe und Religionswissenschaftler.

## Leben
Nach dem Abitur diente Fauth im Zweiten Weltkrieg. Nach seiner Rückkehr aus der Kriegsgefangenschaft studierte er von 1949 bis 1953 Klassische Philologie sowie antike und orientalische Religionsgeschichte an der Universität Göttingen. Am 6. November 1953 wurde er mit der Dissertation Über Beziehungen zwischen Rhythmus, Inhalt und Aktion in den Cantica des griechischen Dramas zum Dr. phil. promoviert. Anschließend unterrichtete er am Göttinger Max-Planck-Gymnasium und als Dozent am Seminar für Klassische Philologie. 1973 habilitierte er sich und wurde 1976 zum außerplanmäßigen Professor für Klassische Philologie „unter besonderer Berücksichtigung von Mythologie und Religion“ ernannt. 1989 trat er in den Ruhestand, blieb aber weiterhin wissenschaftlich und publizistisch aktiv.
Fauths Forschungsschwerpunkte waren die antike Religion, Theologie und Mythologie.

## Schriften (Auswahl)
- Über Beziehungen zwischen Rhythmus, Inhalt und Aktion in den Cantica des griechischen Dramas. Göttingen 1953 (Göttingen, Universität, Dissertation vom 6. November 1953, maschinenschriftlich).
- Hippolytos und Phaidra. Bemerkungen zum religiösen Hintergrund eines tragischen Konflikts (= Akademie der Wissenschaften und der Literatur. Abhandlungen der Geistes- und Sozialwissenschaftlichen Klasse. Jahrgang 1958, Nr. 9, und Jahrgang 1959, Nr. 8, ISSN 0002-2977). 2 Bände. Verlag der Akademie der Wissenschaften und der Literatur, Mainz 1959–1960.
- Aphrodite Parakyptusa. Untersuchungen zum Erscheinungsbild der vorderasiatischen Dea Prospiciens (= Akademie der Wissenschaften und der Literatur. Abhandlungen der Geistes- und Sozialwissenschaftlichen Klasse. 1966, 6). Verlag der Akademie der Wissenschaften und der Literatur, Mainz 1967.
- Eidos poikilon. Zur Thematik der Metamorphose und zum Prinzip der Wandlung aus dem Gegensatz in den Dionysiaka des Nonnos von Panopolis (= Hypomnemata. Untersuchungen zur Antike und zu ihrem Nachleben. 66). Vandenhoeck & Ruprecht, Göttingen 1981, ISBN 3-525-25162-9.
- Demogorgon. Wanderungen und Wandlungen eines Deus Maximus Magorum in der abendländischen Literatur (= Nachrichten der Akademie der Wissenschaften zu Göttingen. Philologisch-Historische Klasse. 1987, 5, ISSN 0065-5287). Vandenhoeck & Ruprecht, Göttingen 1987.
- Helios Megistos. Zur synkretistischen Theologie der Spätantike (= Religions in the Graeco-Roman World. 125). Brill, Leiden u. a. 1995, ISBN 90-04-10194-2.
- Carmen magicum. Das Thema der Magie in der Dichtung der römischen Kaiserzeit (= Studien zur klassischen Philologie. 114). Lang, Frankfurt am Main u. a. 1999, ISBN 3-631-33889-9.
- Hekate Polymorphos. Wesensvarianten einer antiken Gottheit. Zwischen frühgriechischer Theogonie und spätantikem Synkretismus (= Schriftenreihe altsprachliche Forschungsergebnisse. 4). Kovač, Hamburg 2006, ISBN 3-8300-2256-5.
- Jao-Jahwe und seine Engel. Jahwe-Appellationen und zugehörige Engelnamen in griechischen und koptischen Zaubertexten (= Studien und Texte zu Antike und Christentum. 74). Mohr Siebeck, Tübingen 2014, ISBN 978-3-16-152222-2.